# Hundeskov
En hundeskov er et område i naturen, ofte et skovområde, hvor hundeejere kan lufte hund uden snor hele året, og samtidig give hunden en god oplevelse i selskab med andre hunde.
Hundeskoven er som regel et indhegnet område, men der findes eksempler uden indhegning, for eksempel i Moesgård Skov.
Danmarks ældste hundeskov ligger i Den Jyske Skovhave, den er fra 1970.

## Galleri
- Pæl med skilte til en hundeskov.
- Selvlukkelig låge til hundeskoven.

## Reference
1. ↑  Hunden årgang 130, Nr. 11, side 62, ISSN 0018-7674

| Dyr | Spire Denne artikel om dyr er en spire som bør udbygges. Du er velkommen til at hjælpe Wikipedia ved at udvide den. |